# Toma Erdődy
Toma II. Erdődy (?, 1558. – Krapina, 17. siječnja 1624.), grof, hrvatski velikaš i hrvatsko-slavonsko-dalmatinski ban podrijetlom iz velikaške obitelji Erdődy. Uz prezimenički pridjevak Erdődy, u nekim povijesnim izvorima navodi se kao njegovo prezime i Bakač.

## Životopis
Početkom godine 1584. Toma II., sin Petra II. Erdődyja hrvatskog bana od godine 1556. do 1567., imenovan je hrvatskim banom. 
Odmah na početku svog mandata 26. listopada iste godine, ban Erdődy i general hrvatske krajine Josip Jošt Thurn su kod Slunja sa samo 2.030 ratnika (1.330 konjanika i 700 pješaka) iznenadili i strahovito razbili 9.000 Turaka (8.400 konjanika i 600 pješaka). U slavnoj i sjajnoj pobjedi u "dolini Močila kod Slunja" poginulo je oko 2.000 do 4.000 Turaka i samo nekoliko kršćanskih ratnika. U boju u kojem je oslobođeno nekoliko tisuća zarobljenog naroda i osvojeno mnogo ratnoga plijena, posebno su se proslavili ban Erdődy, grof Thurn i Purgstaller. 
Ban Erdődy nastavlja s nizom sjajnih pobjeda pa je s malim brojem ratnika (500 konjanika i 500 pješaka) 6. prosinca 1586. godine razbio Ali-begovu vojsku (3.000 konjanika i 500 pješaka) kod Ivanića. Kad je 1587. među močvarama kod Kacsorlaka i Juraj Zrinski sa svojim ratnicima teško porazio i pobio oko 2.000 Turaka, prestale su na neko vrijeme turske navale na Hrvatsku. Tom prigodom je Juraj Zrinski zarobio oko 1.000 Turaka i ulovio sjajan plijen od oko 1.100 konja. 
12. kolovoza godine 1591. ban Erdődy je oslobodio grad Moslavinu, uzrokujući velike probleme i gubitke Ali Hasan-paši. Međutim godine 1592. u Bitci kod Bresta kršćanska vojska je doživjela težak poraz, a sam ban Toma je potamnio svoju slavu neslavnim bijegom. Ipak, već iduće godine u ljeto 1593. ban se je iskupio. Naime, Hasan-paša Predojević je sa svojih 15.000 vojnika 22. lipnja opet navalio na grad Sisak, a Erdődy je odmah skupio 2.400 svojih ratnika. Nakon što su im se pridružili karlovački general Andrija Auersperg i vojvoda Ruprecht Eggenberg s lakim konjaništvom, strijelcima i husarima, kršćanska vojska je imala oko 5.000 vojnika. I dok su se neki časnici dvojili treba li navaliti na nekoliko puta brojčano jače Turke, Erdődy i Auersperg su odlučno zagovarali navalu govoreći: "Ne gledajmo na broj neprijatelja, Bog će nam pomoći!". 
Kršćanska vojska je predvođena banom Erdődyjem strahovito razbila tursku vojsku, koja je što u boju što u rijeci Kupi izgubila oko 10.000 vojnika, a sam Hasan-paša se je s 12 najistaknutijih turskih begova pri bijegu utopio u rijeci Kupi. Velika i sjajna pobjeda godine 1593. kod Siska koja je bila prekretnica u ratu Hrvata s Turcima, oduševila je cijelu kršćansku Europu. Povjesničari bilježe da je nakon ove pobjede Toma glasno uskliknuo: " In Deo vici!" ("U Bogu pobijedih!"). Papa Klement VII. pohvalio je pobjednike posebnim pismom, a španjolski kralj Filip II. je odlikovao hrvatskog bana Erdedija imenujući ga vitezom reda "sv. Spasitelja". 15. svibnja 1595.
Erdődy se 1595. povukao s banske dužnosti, ali je i dalje nastavio uspješno ratovati protiv Turaka.  God. 1603. proglašen tavernikom za Ugarsku, a 1607. imenovan je nasljednim varaždinskim županom. U razdoblju 1608. – 1614. ponovo je bio banom.
Varaždinska se je varoš sporila s njime, a u parnicama protiv Erdedija zastupao ju je ugledni hrvatski pravni stručnjak Ivan Kitonić.